# Питома теплота згоряння
Питома теплота згоряння (q) — кількість теплоти, що виділяється у разі повного згоряння одиниці маси твердого палива. Для газоподібного палива використовується також теплота згоряння одиниці об'єму:
{\displaystyle q={\frac {Q}{m}}}
{\displaystyle q={\frac {Q}{V}}}
де Q — теплота згоряння, m — маса та V — об'єм речовини, що згоряє.
В системі SI питома теплота згоряння вимірюється у Дж/кг для твердого та Дж/м3 для газоподібного.
Згоряння супроводжується виділенням великої кількості енергії.

## Теплота згоряння
Кількість теплоти, що виділяється при згорянні довільної маси палива, визначається за формулою:
{\displaystyle Q=q\cdot m},
де q — питома теплота згоряння, m — маса речовини.
Процес горіння відбувається лише при наявності повітря.
Оскільки теплота є видом енергії, здатної виконувати роботу, то вона в системі SI виражається спільною для всіх видів енергії одиницею — джоулем (Дж), який рівний добутку сили 1 Н на шлях 1 м, у системі СГС — ерг. 1 ерг = 10-7 Дж.
Широко використовується також позасистемна одиниця — калорія та кратна їй кілокалорія. 1 кал = 4,1868 Дж ≈ 4,19 Дж.
- Вища теплота згоряння — кількість тепла, що виділяється при повному згорянні 1 кг або 1 м³ робочого палива за умови, що водень, який міститься в ньому, згоряє з утворенням води.
- Нижча теплота згоряння — кількість тепла, що виділяється при згорянні 1 кг або 1 м³ робочого палива, з урахуванням згоряння водню у водяну пару і випаровування вологи палива.

Нижчу теплоту згоряння використовують для підрахунку потреби в паливі і його вартості, при складанні теплових балансів і визначенні ККД установок, що використовують паливо. Для порівняння різних видів палива і підрахунку потреби в пальному введене поняття про умовне паливо та нафтовий еквівалент. Умовне паливо характеризується нижчою теплотою згоряння, рівною 7 000 ккал/кг або 29,33 МДж/кг, нафтовий еквівалент — 10 000 ккал/кг або 41,90 МДж/кг.

## Таблиця питомої теплоти згоряння палива
| Паливо             | Питома теплота згоряння (в кДж/кг) | (В ккал/кг) |
| ------------------ | ---------------------------------- | ----------- |
| Порох              | 3800                               | 910         |
| Сланець естонський | 9600                               | 2300        |
| Торф               | 12100                              | 2900        |
| Дерево             | 12400                              | 2960        |
| Буре вугілля       | 13000                              | 3100        |
| Сланцевий газ      | 14500                              | 3460        |
| Солома             | 15700                              | 3750        |
| Папір              | 16620                              | 3970        |
| Кам'яне вугілля    | 27000                              | 6450        |
| Антрацит           | 28000                              | 6700        |
| Етиловий спирт     | 29000                              | 6940        |
| Кокс               | 29300                              | 7000        |
| Природний газ      | 33500                              | 8000        |
| Мазут              | 40600                              | 9700        |
| Нафта              | 43000                              | 10280       |
| Гас                | 43000                              | 10300       |
| Бензин             | 44000                              | 10500       |
| Зріджений газ      | 45200                              | 10800       |
| Пропан             | 45570                              | 10885       |
| Метан              | 50030                              | 11950       |
| Водень             | 120000                             | 28700       |

## Методи визначення
Визначення теплоти згоряння палива засноване на спаленні його наважки в кисні і поглинанні тепла, що виділилося, водою в калориметрі. Спалення здійснюється в калориметричній бомбі, що являє собою циліндричну товстостінну стальну склянку місткістю близько 300 мл зі стальною кришкою, що загвинчується на щільну нарізь.
Для суміші вуглеводнів (природного газу) теплоту згоряння визначають за складом газу і теплотою згоряння компонентів за формулами або за допомогою калориметрів. Присутність інертних газів у газовій суміші знижує її теплоту згоряння (див. число Воббе).
В залежності від виду палива, при випробуванні його спалюють за одним з вказаних нижче методів.
- Торф, буре, кам'яне вугілля і інші види палива, що піддаються брикетуванню, спалюють у вигляді брикетів.
- Паливо із зольністю понад 35% і небрикетоване (антрацит, кам'яне вугілля, кокс і ін.) спалюють у вигляді порошку.
- Мазут і інші важкі вуглеводні наливають безпосередньо в чашечку для спалювання.
- Легкі нафтопродукти спалюють в спеціальній чашечці з нержавіючої сталі, яка зверху заклеюється спеціально приготованою колодієвою плівкою.
- Визначення теплоти згоряння газу проводять у самоущільненій калориметричній бомбі, в якій 300 мл газу змішують з шестикратним об'ємом кисню і спалюють при тиску 0,8 МПа.
- При спаленні палива в калориметричній бомбі в атмосфері кисню під тиском відбувається окиснення сірки не в SO2, як це відбувається при спаленні на повітрі, а в SO3, що утворю кислоту H2SO4. Крім того, азот палива згоряє в атмосфері кисню в присутності води до HNO3.
- При підрахунку вищої теплоти згоряння QРВ від теплоти згоряння в бомбі Qб віднімають теплоту утворення сірчаної і азотної кислот.